# Kai Wiesinger
Kai Wiesinger (ur. 16 kwietnia 1966 w Hanowerze) – niemiecki aktor filmowy i telewizyjny, także głosowy.

## Życiorys
Już jako nastolatek, zachęcony przez swoich rodziców, w Hanowerze uczęszczał na prywatne lekcje aktorstwa z Günter Kütemeyer. Następnie odbył zastępczą służbę cywilną w ratownictwie w Niemieckim Czerwonym Krzyżu jako sanitariusz ratownictwa medycznego. Po ukończeniu szkoły aktorskiej w Monachium, zadebiutował w 1990 jak Harold w scenicznej wersji Harold i Maude Colina Higginsa. Grał w Bayerisches Staatsschauspiel i One Nite Stand Prinzregententheater. Jego kinowa debiutancka rola Johannesa Schefflera w komedii Małe rekiny (Kleine Haie, 1992) obok Gedeona Burkharda, przyniosła mu Bawarską Nagrodę Filmową. Za postać Simona w melodramacie Dany Vávrovej Tęsknota za miłością (Hunger - Sehnsucht nach Liebe, 1997) oraz rolę cynicznego i aroganckiego adwokata Konrada von Seidlitza w dreszczowcu 14 dni życia (14 Tage lebenslänglich, 1997) ponownie odebrał Bawarską Nagrodę Filmową.
Kai Wiesinger użyczył głosu wśród innych produkcjach takich jak Dawno temu w trawie czy Bibi Blocksberg. Na początku 2000 brał w kampaniach reklamowych jak męski model sklepu Peek & Cloppenburg i marki odzieżowej Baldessarini. W 2004 otrzymał nagrodę specjalną redakcji magazynu „GQ”, w kategorii „Najlepiej ubrany mężczyzna”.
Wiesinger był żonaty z aktorką Chantal de Freitas od 1998. aż do jej śmierci w 2013 roku. Para ma dwie córki.

## Wybrana filmografia
- 1993: Kroniki młodego Indiany Jonesa (The Young Indiana Jones Chronicles) jako Jurgen
- 1994: Mężczyzna, przedmiot pożądania (Der bewegte Mann) jako Gunnar
- 1994: Backbeat jako Klaus Voormann
- 1997: Comedian Harmonists (Odlotowy sekstet) jako Erwin Bootz
- 2001: Emil i detektywi (Emil und die Detektive) jako Knut Tischbein
- 2008: Gustloff: Rejs ku śmierci (Die Gustloff) jako Hellmut Kehding
- 2009: Kot w butach (Grimm's Finest Fairytales: Der gestiefelte Kater) jako Król Otto
- 2010: Poszukiwacze świętej włóczni (Die Jagd nach der heiligen Lanze) jako Eik Meiers